# 羅世文故居
罗世文故居位於四川省內江市威遠縣，文物遺址年代判定為1904年。2012年7月16日公佈為第八批四川省文物保護單位。
羅世文故居住於四川省內江市威遠縣向義鎮解放村羅家灣，整個羅家大院占地約1萬平方米。原為羅氏宗祠，又名“六一堂”，是中共四川省省委第一任書記羅世文的故居。該故居坐西南向東北，為磚木結構，四合院佈局。正堂：穿逗式梁架，4穿用9柱，面闊3間15.8米，進深1間，8.8米，通高8米，已經垮塌；親面台基1.2米高，垂帶式踏道6級。前堂：穿逗式梁架，3穿用5柱，面闊3間14.9米，進深1問6米，素面台基0.2米高。原有左右廂房但已經被改造，但建築形制尚存。1990年，羅世文故居被威遠縣人民政府公佈為縣級文物保護單位。